# Листоед ольховый
Листоед ольховый, или козявка ольховая (лат. Agelastica alni) — вид листоедов из подсемейства козявок, являющийся вредителем ольхи во всех стадиях своего развития.

## Описание
Жук длиной от 6 до 7 мм. Тело сверху блестяще-синего или фиолетового цвета, редко зеленоватое, снизу чёрное или тёмно-синее. Усики нитевидные, длиной с половину тела. Ширина грудного щита вдвое больше его длины. Личинки чёрные, волосистые.

## Экология и местообитания
Кормовое растение для личинки ольха серая (Alnus incana), а для взрослого жука листья ольхи чёрной (Alnus glutinosa). Взрослые жуки встречаются на листьях Populus × canadensis, Alnus glutinosa, Alnus incana, Corylus avellana, Betula pubescens, Salix caprea и некоторые виды рода Prunus.